# Хассі-Месауд – Хассі-Р'Мель – Арзу
Хассі-Месауд – Хассі-Р'Мель – Арзу – трубопровід в Алжирі, призначений для транспортування зрідженого нафтового газу (ЗНГ, пропан-бутанова фракція). Також відомий як LNZ1.
В 1973-м на найбільшому алжирському нафтовому родовищі Хассі-Месауд стала до ладу перша установка вилучення зрідженого нафтового газу (ЗНГ, пропан-бутанова фракція). Його видачу організували по трубопроводу до середземноморського порту Арзу, де знаходився експортний термінал і того ж року почала роботу установка фракціонування ЗНГ на товарні пропан та бутан.
Траса трубопроводу LNZ1 мала довжину 801 км та проходила через найбільше алжирське газове родовище Хассі-Р'Мель, де отримувала додатковий ресурс (можливо відзначити, що в подальшому додатково спорудили ЗНГ-трубопровід Хассі-Р'Мель – Арзу). Ділянку Хассі-Месауд – Хассі-Р'Мель виконали в діаметрі 300 мм, тоді як після Хассі-Р'Мель використовувався діаметр 400 мм. Первісно пропускна здатність LNZ1 становила 3,5 млн тонн на рік, проте станом на другу половину 2010-х цей показник рахувався лише як 0,6 млн тонн.